# 成田文男
成田 文男（なりた ふみお、1946年10月2日 - 2011年4月21日）は、東京都足立区出身のプロ野球選手（投手）。右投右打。

## 経歴

### プロ入りまで
幼少期は秋田県で過ごす。足立区立第四中学校の同級生にはビートたけしがいた。修徳高校では1年生の時、1962年夏の都大会決勝に進み、春の選抜で準優勝した日大三高のエース・井上治男（早大 - 日本石油）と投げ合うが、倍賞明（日大 - 全鐘紡 - 日産自動車、倍賞千恵子の弟で倍賞美津子の兄）に適時打を喫し完封負け。
3年生の1964年夏も都大会決勝に進出。出澤尭・大矢明彦のいた早実高を破り、第46回全国高等学校野球選手権大会に出場。修徳高を春夏通じて初の甲子園出場に導いた。本大会では2回戦（初戦）で海南高の山下慶徳に抑えられ敗退。

### 現役時代

#### 東京、ロッテ・オリオンズ時代
1965年に東京オリオンズへ入団。背番号は「30番以上なら好きなのを選んでいい」と言われ、第46回夏の甲子園に出場したことにちなみ46を選んだ。速球と切れのいいスライダーを武器にした。
1966年から先発陣の一角として起用される。
1967年には14勝、防御率2.11（リーグ3位）を記録。
1968年から1970年にかけて3年連続20勝を達成。
1969年8月16日の対阪急ブレーブス戦でノーヒットノーランを達成。1969年には、2021年現在最後となるシーズン9完封を達成。1970年には25勝を挙げて最多勝のタイトルを獲得し、同年のリーグ優勝に大きく貢献。巨人との日本シリーズでは2試合に先発。第2戦は3回に王貞治に本塁打を打たれ、4回にも打ち込まれて降板、敗戦投手となる。第4戦も3回までに高田繁に本塁打、長嶋茂雄には連続本塁打を喫するなど、5失点と力を発揮できなかった。
1971年のアリゾナキャンプではオープン戦ながらサンフランシスコ・ジャイアンツを延長10回、1失点に抑える快投を披露した。成田のピッチングは当時メジャーリーグを代表する打者であったウィリー・メイズやウィリー・マッコビーも驚かせ、メジャーの球団からも誘いを受けた。メイズとマッコビーを三振に仕留めたこの試合を、成田は「最も記憶に残っているゲーム」に上げている。
1972年より背番号をエースナンバー18に変更。
1973年には金田正一新監督の下、21勝を挙げて2度目の最多勝に輝き、最多奪三振、ベストナイン、ダイヤモンドグラブ賞のタイトルも獲得した。
1974年は、金田留広・木樽正明・村田兆治と共に先発4本柱を形成。ローテーションの一角としてリーグ優勝に貢献。同年の中日との日本シリーズでは2試合に登板。第3戦では先発し松本幸行と投げ合うが、谷沢健一、島谷金二に本塁打を喫し敗戦投手となる。
1977年には肩を故障して不振に陥り、1勝に終わる。その後は肘も痛めて登板機会を失う。

#### 日本ハムファイターズ時代
1979年オフに日本ハムファイターズへ移籍する。
1980年からはリリーフ投手として復活。
1981年には先発もこなし、19年ぶりのリーグ優勝に貢献。同年の巨人との日本シリーズでは、第4戦に木田勇をリリーフし2番手で登板したが、河埜和正に決勝点となる本塁打を喫し敗戦投手となった。
1982年限りで引退。

### 引退後
引退後は埼玉県でスポーツ用品店を営んだが、後に港区の建設会社に転職し、広報課長を務める。
1991年には趣味であるゴルフに没頭し、羽田空港周辺にあるゴルフ練習場にアシスタントプロとして勤務していた。
2000年頃に岐阜県へ移住し、山県市で喫茶店を経営しながら少年野球のコーチなどを務め、野球普及活動に尽力していた。
ビートたけしが中学時代、野球部に所属していた頃の主戦投手が成田だったことから、たけしが司会の番組『ビートたけしのスポーツ大将』（テレビ朝日系列）に出演していたことがある。
2011年4月21日、肝不全のため岐阜市の病院にて死去。64歳没。

## 選手としての特徴
成田は伊藤智仁や宣銅烈と共に、最もキレの鋭いスライダーを投げた投手として知られている。成田のスライダーは非常に球速の速い高速スライダーだった（カット・ファスト・ボールの一種という説もある）。その投げ方は人差し指と中指を直球よりも揃えて握り、斜め上回転を加えることでスピードが落ちないようにするものだった。後に首位打者のタイトルを獲得する佐々木恭介は、新人の年の開幕戦1打席目に成田と対戦し、3球三振に倒れたが、そのスライダーの球速は「140km/hをゆうに超えていた」と語っている。捕手として数多くのスライダーを受けた野村克也も「最高のスライダーを投げたのは成田。真っ直ぐのスピードでピュッと曲がる。魔球の一種や」と評価している。
成田が20勝を挙げた1968年の日米野球で、セントルイス・カージナルスの若手左腕投手だったスティーブ・カールトンは、対戦した成田のスライダーに衝撃を受けてこれを習得、後にメジャーリーグを代表する大投手となり、サイ・ヤング賞など数々のタイトルに輝き、アメリカ野球殿堂入りを果たした。速球と同じスピードで鋭く変化する本来のスライダーよりも曲がりが大きく、カーブよりは変化が小さく球速があったカールトン独特のスライダーは「メイド・イン・ジャパン」とも呼ばれた。
スライダーを武器に活躍した西武ライオンズのエース東尾修は、成田と木樽のスライダーと身体の使い方を手本にしていたと語っている（木樽も成田からスライダーを伝授されているが、シュートと併用していたこともあり、球質や癖は若干異なっていた）。東尾によれば、成田のスライダーは下半身を巧みに使ったもので、ややぬかるんだマウンドで投げる時、特に参考になったと言う。
またコントロールにおいても優れており、成田は「ホームベースの角を1mmか2mm外れることはあっても、狙ってほぼ同じコースに投げることができた」と語っている。
オーバースローの投球フォームにも大きな特徴があり、ワインドアップから右手を真っ直ぐ真下に降ろしつつ、左膝を胸元に抱え込む様に高く担ぎ上げた後、グラブを嵌めた左手を頭上一杯まで突き上げ、左手を振り下ろす反動を生かしながら滑らかに右腕を回転させて投げ込んでいく。動作が大きいテイクバックでありながら、フォロースルーまで打者から目線を切らないしなやかな腕の振りが印象に残るフォームだった。
打撃の良い投手としても知られ、満塁本塁打2本や3試合連続を含む通算15本塁打を打っている。

## 詳細情報

### 年度別投手成績
| 年 度      | 球 団       | 登 板 | 先 発 | 完 投 | 完 封 | 無 四 球 | 勝 利 | 敗 戦 | セ 丨 ブ | ホ 丨 ル ド | 勝 率 | 打 者 | 投 球 回 | 被 安 打 | 被 本 塁 打 | 与 四 球 | 敬 遠 | 与 死 球 | 奪 三 振 | 暴 投 | ボ 丨 ク | 失 点 | 自 責 点 | 防 御 率 | W H I P |
| ---------- | ----------- | ----- | ----- | ----- | ----- | -------- | ----- | ----- | -------- | ----------- | ----- | ----- | -------- | -------- | ----------- | -------- | ----- | -------- | -------- | ----- | -------- | ----- | -------- | -------- | ------- |
| 1965       | 東京 ロッテ | 1     | 0     | 0     | 0     | 0        | 0     | 0     | --       | --          | ----  | 11    | 2.0      | 4        | 0           | 0        | 0     | 1        | 2        | 0     | 0        | 2     | 2        | 9.00     | 2.00    |
| 1966       | 東京 ロッテ | 45    | 18    | 5     | 1     | 0        | 8     | 7     | --       | --          | .533  | 688   | 172.2    | 144      | 23          | 36       | 2     | 5        | 101      | 0     | 0        | 68    | 61       | 3.18     | 1.04    |
| 1967       | 東京 ロッテ | 55    | 35    | 10    | 3     | 5        | 14    | 16    | --       | --          | .467  | 1072  | 272.2    | 208      | 23          | 52       | 6     | 2        | 179      | 5     | 0        | 82    | 64       | 2.11     | 0.95    |
| 1968       | 東京 ロッテ | 49    | 38    | 19    | 2     | 2        | 20    | 11    | --       | --          | .645  | 1235  | 306.2    | 238      | 33          | 88       | 13    | 7        | 187      | 0     | 0        | 112   | 99       | 2.91     | 1.06    |
| 1969       | 東京 ロッテ | 48    | 43    | 21    | 9     | 4        | 22    | 13    | --       | --          | .629  | 1276  | 317.0    | 276      | 29          | 70       | 5     | 9        | 185      | 2     | 0        | 115   | 96       | 2.73     | 1.09    |
| 1970       | 東京 ロッテ | 38    | 36    | 21    | 3     | 2        | 25    | 8     | --       | --          | .758  | 1107  | 277.2    | 217      | 36          | 66       | 5     | 9        | 195      | 1     | 0        | 102   | 99       | 3.21     | 1.02    |
| 1971       | 東京 ロッテ | 35    | 23    | 7     | 2     | 1        | 11    | 9     | --       | --          | .550  | 783   | 189.0    | 169      | 34          | 62       | 5     | 4        | 121      | 2     | 0        | 93    | 90       | 4.29     | 1.22    |
| 1972       | 東京 ロッテ | 41    | 33    | 13    | 2     | 2        | 11    | 14    | --       | --          | .440  | 967   | 233.2    | 229      | 37          | 55       | 2     | 9        | 122      | 2     | 0        | 121   | 115      | 4.43     | 1.22    |
| 1973       | 東京 ロッテ | 52    | 32    | 16    | 7     | 3        | 21    | 10    | --       | --          | .677  | 1097  | 273.2    | 203      | 27          | 89       | 7     | 10       | 178      | 2     | 4        | 89    | 80       | 2.63     | 1.07    |
| 1974       | 東京 ロッテ | 37    | 24    | 7     | 0     | 0        | 9     | 10    | 3        | --          | .474  | 723   | 178.0    | 139      | 21          | 58       | 3     | 5        | 96       | 5     | 0        | 75    | 65       | 3.29     | 1.11    |
| 1975       | 東京 ロッテ | 31    | 29    | 11    | 2     | 2        | 15    | 9     | 0        | --          | .625  | 836   | 203.0    | 186      | 28          | 53       | 1     | 6        | 107      | 2     | 0        | 83    | 75       | 3.33     | 1.18    |
| 1976       | 東京 ロッテ | 35    | 26    | 4     | 1     | 2        | 10    | 10    | 1        | --          | .500  | 693   | 165.2    | 164      | 17          | 39       | 4     | 6        | 98       | 5     | 0        | 78    | 63       | 3.42     | 1.23    |
| 1977       | 東京 ロッテ | 15    | 4     | 0     | 0     | 0        | 1     | 2     | 1        | --          | .333  | 194   | 43.0     | 47       | 5           | 19       | 1     | 2        | 21       | 1     | 0        | 27    | 26       | 5.44     | 1.53    |
| 1978       | 東京 ロッテ | 9     | 5     | 1     | 0     | 0        | 2     | 2     | 0        | --          | .500  | 157   | 35.0     | 40       | 3           | 10       | 0     | 4        | 18       | 0     | 0        | 16    | 16       | 4.11     | 1.43    |
| 1980       | 日本ハム    | 27    | 1     | 0     | 0     | 0        | 2     | 4     | 3        | --          | .333  | 230   | 58.1     | 43       | 6           | 11       | 1     | 3        | 31       | 2     | 0        | 18    | 16       | 2.47     | 0.92    |
| 1981       | 日本ハム    | 14    | 7     | 0     | 0     | 0        | 4     | 4     | 0        | --          | .500  | 207   | 50.2     | 49       | 4           | 16       | 1     | 1        | 16       | 0     | 0        | 18    | 14       | 2.49     | 1.28    |
| 1982       | 日本ハム    | 2     | 0     | 0     | 0     | 0        | 0     | 0     | 0        | --          | ----  | 17    | 2.1      | 10       | 2           | 1        | 0     | 0        | 0        | 0     | 0        | 8     | 8        | 30.86    | 4.71    |
| 通算：17年 | 通算：17年  | 534   | 354   | 135   | 32    | 23       | 175   | 129   | 8        | --          | .576  | 11293 | 2781.0   | 2366     | 328         | 725      | 56    | 83       | 1657     | 29    | 4        | 1107  | 989      | 3.20     | 1.11    |

- 各年度の太字はリーグ最高
- 東京（東京オリオンズ）は、1969年にロッテ（ロッテオリオンズ）に球団名を変更

### タイトル
- 最多勝利：2回 （1970年、1973年）
- 最多奪三振：1回 （1973年）※当時連盟表彰なし、パシフィック・リーグでは、1989年より表彰

### 表彰
- ベストナイン：1回 （1973年）
- ダイヤモンドグラブ賞：1回 （1973年）

### 記録
初記録
- 初登板：1965年7月9日、対近鉄バファローズ14回戦（西京極球場）、7回裏に5番手で救援登板・完了、2回2失点
- 初奪三振：同上、7回裏に山本八郎から
- 初先発・初勝利・初完投勝利・初完封勝利：1966年5月3日、対近鉄バファローズ4回戦（東京スタジアム）
- 初安打・初打点：1966年5月11日、対阪急ブレーブス5回戦（阪急西宮球場）、5回表に米田哲也から適時二塁打
- 初本塁打：1966年6月15日、対近鉄バファローズ9回戦（東京スタジアム）、3回裏に田辺修からソロ
- 初セーブ：1974年4月20日、対太平洋クラブライオンズ前期2回戦（平和台球場）、7回裏に2番手で救援登板・完了、3回無失点

節目の記録
- 100勝：1971年9月19日、対阪急ブレーブス23回戦（阪急西宮球場）、9回完封勝利　※史上54人目
- 1000奪三振：1972年5月10日、対西鉄ライオンズ3回戦（東京スタジアム）、1回表に阿部良男から　※史上41人目
- 150勝：1975年8月1日、対阪急ブレーブス後期3回戦（川崎球場）、9回1失点完投勝利　※史上29人目
- 1500奪三振：1976年5月22日、対阪急ブレーブス前期7回戦（後楽園球場）、3回表に中沢伸二から　※史上22人目
- 500試合登板：1980年7月27日、対近鉄バファローズ後期2回戦（後楽園球場）、6回表に4番手で救援登板・完了、4回無失点　※史上44人目

その他の記録
- ノーヒットノーラン：1969年8月16日、対阪急ブレーブス14回戦（阪急西宮球場）　※史上41人目
- オールスターゲーム出場：8回 （1966年 - 1973年）

### 背番号
- 46 （1965年 - 1971年）
- 18 （1972年 - 1979年）
- 13 （1980年 - 1982年）